# Élections législatives de 1956 dans les Basses-Pyrénées
Les élections législatives de 1956 dans les Pyrénées-Atlantiques sont des élections françaises qui ont eu lieu le 2 janvier 1956 dans le département des Basses-Pyrénées dans le cadre des élections législatives françaises de 1956, sous la IVe République.
Ce sont les dernières élections législatives de la Quatrième république, après les élections de novembre 1946 et de juin 1951.

## Mode de scrutin
L'Assemblée nationale est composée de 626 sièges pourvus au scrutin proportionnel plurinominal suivant la règle de la plus forte moyenne dans le cadre départemental, sans panachage.
Le vote préférentiel est admis, en inscrivant un numéro d'ordre en face du nom d'un, de plusieurs ou de tous les candidats de la liste. Mais l'ordre ne pourra être modifié que si au moins la moitié des suffrages portés sur la liste est numéroté. Dans les faits les modifications ne dépasseront jamais les 7%.
La loi électorale du 7 mai 1951, dite loi des apparentements, reste en vigueur. Elle permet à la base une répartition des sièges à la représentation proportionnelle dans le département, mais si des listes « apparentées » avant le déroulement du scrutin obtiennent ensemble une majorité absolue de suffrages exprimés, elles reçoivent directement tous les sièges à pourvoir.
Dans le département des Basses-Pyrénées, six députés sont à élire.

## Élus
| Député sortant                  | Parti | Parti    | Député élu ou réélu          | Parti | Parti     |
| ------------------------------- | ----- | -------- | ---------------------------- | ----- | --------- |
| Albert Mora                     |       | PCF      | Albert Mora                  |       | PCF       |
| René Cassagne                   |       | Rad-soc  | René Cassagne                |       | Rad-soc   |
| Pierre de Chevigné              |       | MRP      | Pierre de Chevigné           |       | MRP       |
| Jean Errecart                   |       | MRP      | Joseph Garat                 |       | SFIO      |
| Guy Petit                       |       | Paysan   | Guy Petit                    |       | Paysan    |
| Joseph de Goislard de Monsabert |       | Rép. soc | Jean-Louis Tixier-Vignancour |       | Réf. État |

## Résultats

### Résultats à l'échelle du département
- Un apparentement est conclu en soutien à la majorité sortante, entre les listes CNIP-ARS et MRP.
- Un autre réunit les trois listes poujadistes.

| Parti    | Parti         | Tête de liste                   | Résultats | Résultats | Appar. | Appar. | Sièges |
| Parti    | Parti         | Tête de liste                   | Voix      | %         | Voix   | %      | Nb.    |
| -------- | ------------- | ------------------------------- | --------- | --------- | ------ | ------ | ------ |
|          | MRP           | Pierre de Chevigné              | 41 754    | 19,22     | -      | -      | 1 1    |
|          | Rad-soc       | René Cassagne                   | 33 014    | 15,20     | -      | -      | 1      |
|          | Réf. État     | Jean-Louis Tixier-Vignancour    | 32 806    | 15,10     | -      | -      | 1 1    |
|          | PCF           | Albert Mora                     | 30 783    | 14,17     | -      | -      | 1      |
|          | CNIP-ARS      | Guy Petit                       | 26 518    | 12,21     | -      | -      | 1      |
|          | SFIO          | Joseph Garat                    | 22 541    | 10,38     | -      | -      | 1 1    |
|          | UFF           | Gaston Troubat                  | 21 538    | 9,92      | 16 651 | 7,67   | -      |
|          | Déf. int agri | Jacques Lapassade               | 21 538    | 9,92      | 4 887  | 2,25   | -      |
|          | Rép. soc      | Joseph de Goislard de Monsabert | 6 325     | 2,91      | -      | -      | - 1    |
|          |               |                                 |           |           |        |        |        |
| Inscrits | Inscrits      | Inscrits                        | 275 700   | 100,00    |        |        | 6      |
| Votants  | Votants       | Votants                         | 222 953   | 80,87     |        |        |        |
| Exprimés | Exprimés      | Exprimés                        | 217 221   | 97,43     |        |        |        |